# Riscos de Tirajana
Riscos de Tirajana este o arie protejată (arie specială de conservare — SAC, sit de importanță comunitară — SCI) din Spania întinsă pe o suprafață de 749,6 ha, integral pe uscat.

## Localizare
Centrul sitului Riscos de Tirajana este situat la coordonatele 27°56′56″N 15°34′22″W / 27.9489°N 15.5727°V.

## Înființare
Situl Riscos de Tirajana a fost declarat sit de importanță comunitară în octombrie 1999 pentru a proteja 4 specii de plante. Situl a fost protejat și ca arie specială de conservare în ianuarie 2010.

## Biodiversitate
Situată în ecoregiunea , aria protejată conține 2 habitate naturale: Păduri de pin endemic canariene, Pante stâncoase silicioase cu vegetație casmofită.
La baza desemnării sitului se află mai multe specii protejate de  plante (4): Bencomia brachystachya, Globularia sarcophylla, Tanacetum ptarmiciflorum, Teline rosmarinifolia.